# VR Bank Bamberg
Die VR Bank Bamberg eG Raiffeisen – Volksbank war eine Genossenschaftsbank mit Sitz in Bamberg. Am 8. Oktober 2019 wurde die Fusion mit der Volksbank Forchheim ins Genossenschaftsregister eingetragen. Die VR Bank Bamberg übertrug ihr Vermögen der Volksbank Forchheim. Diese benannte sich in VR Bank Bamberg-Forchheim eG Volks-Raiffeisenbank um und verlegte ihren Sitz nach Bamberg.

## Allgemeines
Das Geschäftsgebiet umfasste die kreisfreie Stadt Bamberg sowie große Teile des Landkreises Bamberg. Die Bank verfügte über 24 Geschäftsstellen und zwei Video-SB-Stellen. Sie gehörte dem Bundesverband der Deutschen Volksbanken und Raiffeisenbanken (BVR) und dessen Sicherungseinrichtung an. Die VR Bank Bamberg war eine eingetragene Genossenschaft. Das höchste Organ war die Vertreterversammlung. Sie wählte den Aufsichtsrat, der wiederum den Vorstand ernannte. Als Regionalprüfungsverband fungierte der Genossenschaftsverband Bayern.

## Mitgliedschaft
Die VR Bank Bamberg hatte 24.295 Mitglieder. Laut Satzung § 2 stellt der Zweck der Genossenschaft die wirtschaftliche Förderung und Betreuung der Mitglieder dar. Die Vertreterversammlung fand jährlich im Mai/Juni statt. Eine Vertreter-Informationsveranstaltung, bei denen über die Geschäftspolitik der Bank berichtet wird, fand jedes Jahr in den Monaten Oktober/November statt.

## Auszeichnungen
Beim Focus Money CityContest, bei dem die Beratungsqualität für Neukunden getestet wurde, hatte die VR Bank Bamberg im Jahr 2018 zum 9. Mal in Folge den ersten Platz in Bamberg belegt. Des Weiteren wurde 2017 der Bank-Shop im Ertl-Zentrum mit dem PEPE digital:masters Award für digitale Filialgestaltung ausgezeichnet.

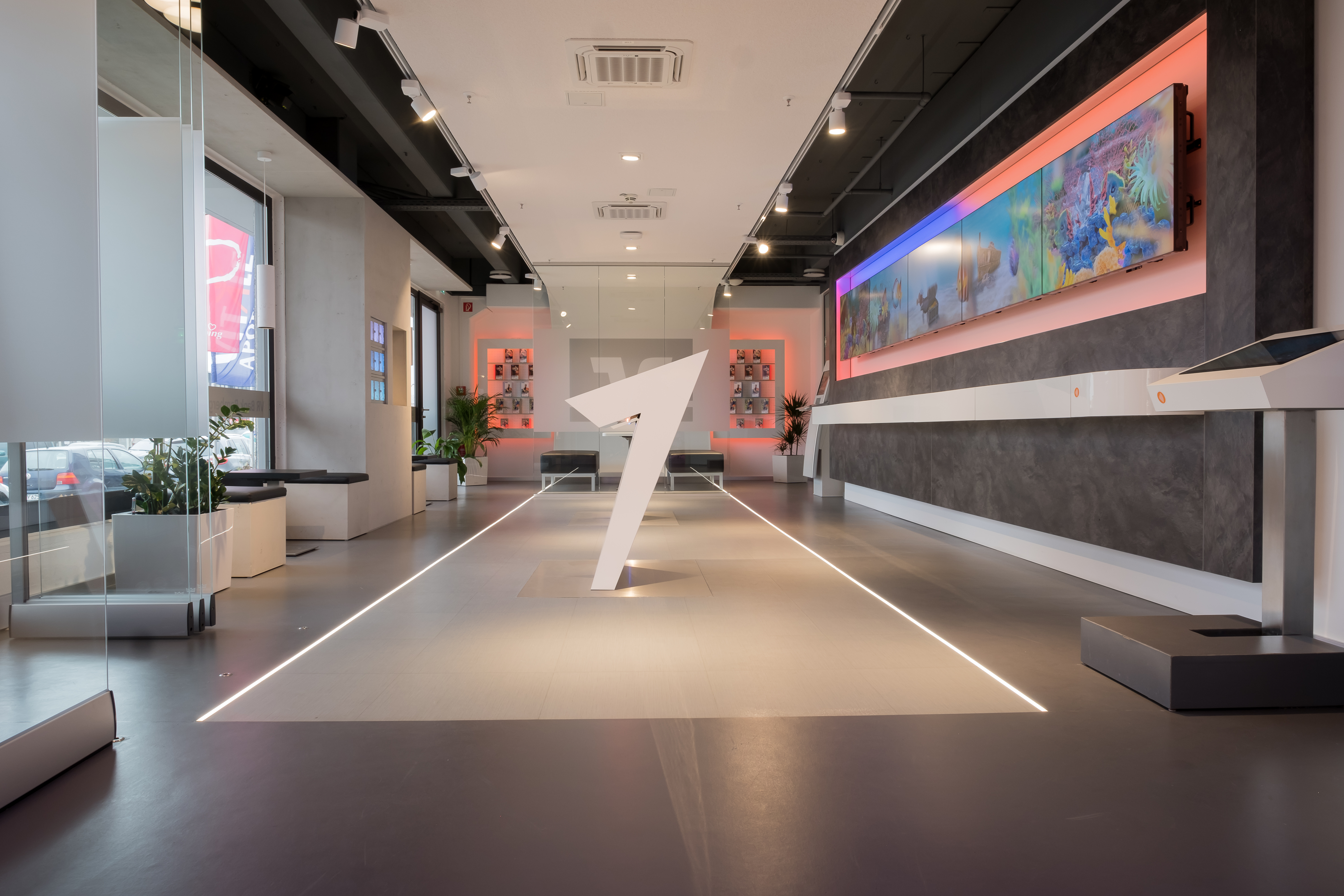
VR Bank Bamberg, Bank-Shop im Ertl-Zentrum